# Hypocoristique
En sémantique et en pragmatique, un hypocoristique est un mot qui exprime une affection tendre, adressé au destinataire de la communication ou désignant un être ou un objet dont parle le locuteur. En tant qu’adjectif, le terme qualifie un moyen par lequel on réalise un tel mot ou un tel autre fait de langue,.
Les hypocoristiques sont employés dans certaines variétés de langue : les registres populaire et familier, le langage dit enfantin (celui des adultes utilisé avec les enfants et celui des enfants),,.

## Moyens de réalisation de l’effet hypocoristique

### Mots hypocoristiques par eux-mêmes
Dans certaines langues, les mots par lesquels les enfants s’adressent à leurs parents, utilisés par les adultes aussi en s’adressant à eux, et passés dans le registre familier des adultes qui les utilisent avec leurs parents, sont hypocoristiques par rapport à leurs synonymes du registre courant, par exemple, en français, maman et papa par rapport à mère et père.

### Dérivation
L’un des moyens par lesquels on réalise l’effet hypocoristique est la dérivation lexicale qui consiste, dans les langues mentionnées dans cet article, en l’ajout de certains suffixes.

#### Dérivation avec des suffixes diminutifs
La plupart des diminutifs expriment l’idée de petit et sont en même temps hypocoristiques dans certains contextes,,,. Exemples :
(fr) sœurette, frérot ;
(en) kitty (< cat « chat »), doggie (< dog « chien ») ;
(ro) fetiță « fillette » (< fată « fille »), copilaș (< copil « enfant ») ;
(hu) lovacska (< ló « cheval »), arcocska (< arc « joue ») ;
(BCMS) mačkica (< mačka « chat »), seoce (< selo « village »).
On appelle parfois abusivement « diminutifs » tous les hypocoristiques. En fait, on réalise des hypocoristiques avec les suffixes diminutifs, mais les mots qui en résultent ne sont pas diminutifs si, dans leur contexte, ils n’impliquent pas l’idée de petit. C’est le cas, parmi les précédents, de (fr) sœurette, frérot, (en) kitty, doggie, (hu) lovacska utilisés pour des personnes adultes et des animaux de taille relativement grande. Ce phénomène est prégnant dans le cas des prénoms à suffixes diminutifs utilisés pour des adultes aussi :
(fr) Jeannette (< Jeanne), Louison (< Louise) ;
(en) Billie (< William) ;
(ro) Măriuța (< Maria), Ionică (< Ion) ;
(hu) Dorka (< Dóra), Samu (< Sámuel) ;
(BCMS) Jelica (< Jelena), Ivica (< Ivan).

#### Dérivation avec des suffixes spécifiques
En BCMS (bosniaque croate monténégrin serbe), certains suffixes hypocoristiques ne sont pas diminutifs. À des adjectifs entiers on ajoute le suffixe -ko, ex. : zaljubljenko (< zaljubljen « amoureux »). Sa forme de féminin, -ka, remplace la désinence de nominatif singulier -a : zaljubljenka (< zaljubljena « amoureuse »).

### Autres procédés

#### Procédés simples
Certains hypocoristiques sont obtenus à partir de mots pourvus ou non de suffixes diminutifs, transformés par :
- aphérèse (suppression d’un segment du début du mot) : (fr) Sandrine (< Alexandrine)[3], (ro) Ghiță (< Gheorghiță)[2], (hu) Nóra (< Eleonóra)[15] ;
- apocope (suppression d’un segment de la fin du mot) : (fr) Steph (< Stéphane), Ed (< Édouard)[5], (en) Phil (< Philip)[17], (ro) Geo (< George)[2], (hu) Kata (< Katalin)[15] ;
- syncope (suppression d’un segment de l’intérieur du mot) : (ro) Mia (< Maria)[2] ;
- prothèse (ajout d’un segment au début du mot) : (hu) Panna (< Anna)[15] ;
- réduplication :
  - du mot entier : (fr) Jean-Jean[5] ;
  - d’une syllabe : (fr) fifille „fetițo” (< fille „fată”)[1], Popol (< Paul)[3].

#### Procédés combinés
- aphérèse :
  - avec suffixation diminutive : (hu) Nusi (< Annus < Anna)[15] ;
  - avec réduplication de syllabe : (fr) Mimile (< Émile)[3], (ro) Luluș (< Corneluș < Cornel)[2] ;
- apocope :
  - avec suffixation, éventuellement double : (hu) Kati, Kató, Katika, Katica, Katóka, Katácska, Katus, Katuska, Katinka (< Katalin)[15] ;
  - avec réduplication de syllabe : (hu) Lala (< Lajos « Louis »)[15] ;
- prothèse avec suffixation, éventuellement double : (hu) Panni(ka)[15] ;
- réduplication du mot entier avec prothèse de sa seconde occurrence : (hu) Anna-Panna (< Anna)[15].

On trouve aussi des procédés plus complexes, par exemple :
- aphérèse, apocope et réduplication de syllabe : (fr) Nini (< Véronique)[5] ;
- apocope, prothèse et suffixation, éventuellement double : (hu) Pisti(ke) (< István « Stéphane »)[15].

En BCMS il y a aussi apocope avec dérivation par plusieurs suffixes uniquement hypocoristiques (en gras dans les exemples) : Mata (< Matija), Kate (< Katarina), Vlado ou Vlatko (< Vladimir), lija (lisica « renard »), baka « grand-maman » (< baba « vieille femme »), brale (< brat « frère »), vujo (< vuk « loup »), brico (< brijač « barbier, coiffeur »), striko (< stric « oncle »), dješo (< djever « frère de l’époux »).

### Emploi hypocoristique de faits de langue d’ordinaire neutres
Certains mots d’ordinaire neutres du point de vue pragmatique deviennent hypocoristiques dans certains contextes, par exemple :
(fr) mon petit, mon amour, mon ange, mon bijou, mon trésor ; par antiphrase, mon grand ;
(ro) drag(ă) ou scump(ă) « chéri(e) », iubit(ă) « aimé(e) », iubire ou dragoste « amour », înger « ange », odor « bijou » ;
(hu) drágám « mon (ma) chéri(e) », szerelmem « mon amour », kicsim « mon (ma) petit(e) », angyalom « mon ange », kincsem « mon trésor ».
On utilise aussi des noms d’êtres non humains avec cette fonction, surtout à l’adresse des enfants :
(fr) ma colombe, mon poussin, mon (petit) chat, mon (petit) lapin, ma biche, mon (petit) loup, ma puce, mon (petit) rat, mon chou ;
(ro) pui, « poussin », porumbiță « colombe ».
(hu) csibém « mon poussin », galambom « ma colombe ».
En français il y a aussi une forme verbale temporelle employée avec un sens hypocoristique dans le langage enfantin et avec les animaux familiers, à savoir l’imparfait dit hypocoristique utilisé à la troisième personne et se rapportant au moment où l’on parle, ex. Comme il était sage !, Comme il aimait bien sa maman !

## Perte du sens hypocoristique
Au cours de l’histoire de la langue, le mot hypocoristique peut devenir neutre du point de vue pragmatique. C’est le cas, par exemple, de prénoms à forme hypocoristiques, qui sont devenus des noms de famille. C’est le cas, en français, de noms tels que Thomasson et Masson (< Thomas), ou Michard et Michot (< Michel), etc. De tels exemples en hongrois sont Bene, Benke et Benkő (< Benedek) ; Bertók et Bartók (< Bertalan) ; Baló (< Balázs).
En hongrois, par exemple, il y a une tendance actuelle à la perte de la valeur hypocoristique de certaines formes de prénoms. L’Institut de linguistique de l’Académie hongroise des sciences actualise et approuve périodiquement une liste de prénoms qu’on peut inscrire au registre de l’état civil. Elle comprend des variantes hypocoristiques aussi, par exemple Mari, Marica, Marika, Mariska, à côté de Mária.

### Articles liés
- Diminutif
- Imparfait hypocoristique